# Les Tosques (la Torre de Cabdella)
Les Tosques, o es Tosques, és un indret del terme municipal de la Torre de Cabdella, dins del seu terme primigeni, al Pallars Jussà.
Està situat al nord-est del poble de Cabdella, en el vessant nord-occidental de la Serra de la Mainera, l'esquerra del Flamisell, sota l'Obaga de l'Orri. Conté el barranc de les Tosques.